# Caouënnec-Lanvézéac
Caouënnec-Lanvézéac (en bretó Kaouenneg-Lanvezeeg) és un municipi francès, situat a la regió de Bretanya, al departament de Costes del Nord. L'any 2006 tenia 761 habitants. El 7 de juliol de 2006 s'adherí a la carta Ya d'ar brezhoneg.

## Demografia
| 1962                                       | 1968 | 1975 | 1982 | 1990 | 1999 | 2006 |
| ------------------------------------------ | ---- | ---- | ---- | ---- | ---- | ---- |
| 373                                        | 395  | 472  | 614  | 582  | 628  | 761  |
| Des de 1962: població sense dobles comptes |      |      |      |      |      |      |

## Administració
| Període | Identitat      | Partit |
| ------- | -------------- | ------ |
| 2001-   | Alain Touminet |        |